# Off the Wall (singolo Michael Jackson)
Off the Wall è un brano scritto da Rod Temperton ed interpretato dal cantante statunitense Michael Jackson, estratto il 2 febbraio 1980 come terzo singolo dall'omonimo album Off the Wall del 1979.
La canzone raggiunse negli Stati Uniti la posizione numero 10 nella classifica generale di Billboard e la numero 5 in quella rhythm and blues, mentre nel Regno Unito si piazzò alla numero 7 nella classifica dei singoli. Nel 2018 la RIAA lo certificò Disco di platino per vendite superiori a un milione di unità negli Stati Uniti.

## Promozione
Il brano fu incluso in quasi tutti i tour di Michael Jackson e dei Jacksons a partire dal Destiny World Tour (1979-1980). In seguito fu eseguito anche nel Triumph Tour (1981), nel Victory Tour (1984), nel Bad World Tour (1987-1989), il primo da solista, e in un medley nella prima serie di concerti dell'HIStory World Tour (1996-1997), ultima interpretazione dal vivo.

## Tracce
Vinile 7" Regno Unito
1. Off the Wall (Album Version) – 4:05 (Rod Temperton)
2. Workin' Day and Night (Edit) – 4:55 (Michael Jackson)

Vinile 7" Germania
1. Off the Wall (Album Version) – 4:05 (Rod Temperton)
2. Workin' Day and Night (Album Version) – 5:14 (Michael Jackson)

Vinile 7" Stati Uniti
1. Off the Wall (Edit) – 3:46 (Rod Temperton)
2. Get on the Floor (Album Version) – 4:39 (Michael Jackson, Louis Johnson)

### Versioni ufficiali
1. Off the Wall (Album Version) – 4:05
2. Off the Wall (Single Edit) (talvolta chiamata "7" Edit", "7" Mix", "7" Remix", "7" Version", "Single Mix" o "Single Version", ha una durata inferiore alla versione dell'album in quanto sono stati tagliati gli ultimi secondi. È apparsa nel 2005 nella raccolta The Essential Michael Jackson) – 3:46
3. Off the Wall (Junior Vasquez Mix) – 5:13

Nota: il lato B del singolo originale è, a seconda delle versioni, Workin' Day and Night oppure Get on the Floor dall'album Off the Wall (1979).

## Classifiche
| Classifica (1980)                              | Posizione massima |
| ---------------------------------------------- | ----------------- |
| Regno Unito (classifica dei singoli)           | 7                 |
| Stati Uniti (classifica generale di Billboard) | 10                |
| Stati Uniti (classifica rhythm and blues)      | 5                 |